# 威信英明
威信英明，是日本純種競賽馬匹。生涯活躍於中長途賽事，曾勝出2020年青葉賞及2022年新未來城草地盃，更於2020及2021年連霸阿根廷共和國盃。

## 出賽前
2017年2月12日出生於北海道安平町北部牧場，成長途中於一口馬主俱樂部Silk Racing Co. Ltd.進行馬主募集。
其後交由美浦訓練中心練馬師木村哲也訓練。

## 競賽生涯

### 2歲
2019年7月7日出戰函館競馬場2歲新馬戰，比賽途中一直保持於有利位置下於直路成功帶出，最終以輕鬆的姿態取得首勝。
其後出戰公開賽芙蓉錦標，再度採取先行戰術下於直路轟出全場最快末腳，最終超越前方的馬匹下以2 1/2馬位優勢取勝。
12月28日出戰希望錦標，賽前鐵鳥翱天、天神傳說及寰宇旅者取得第四人氣。比賽開始後，其於中檔位置被其他馬匹阻擋而未能搶佔位置，因而需要於後方追走。進入直路後，縱然其嘗試於外檔位置奮力加速衝出，但仍然未能扭轉劣勢，最終僅獲第五。

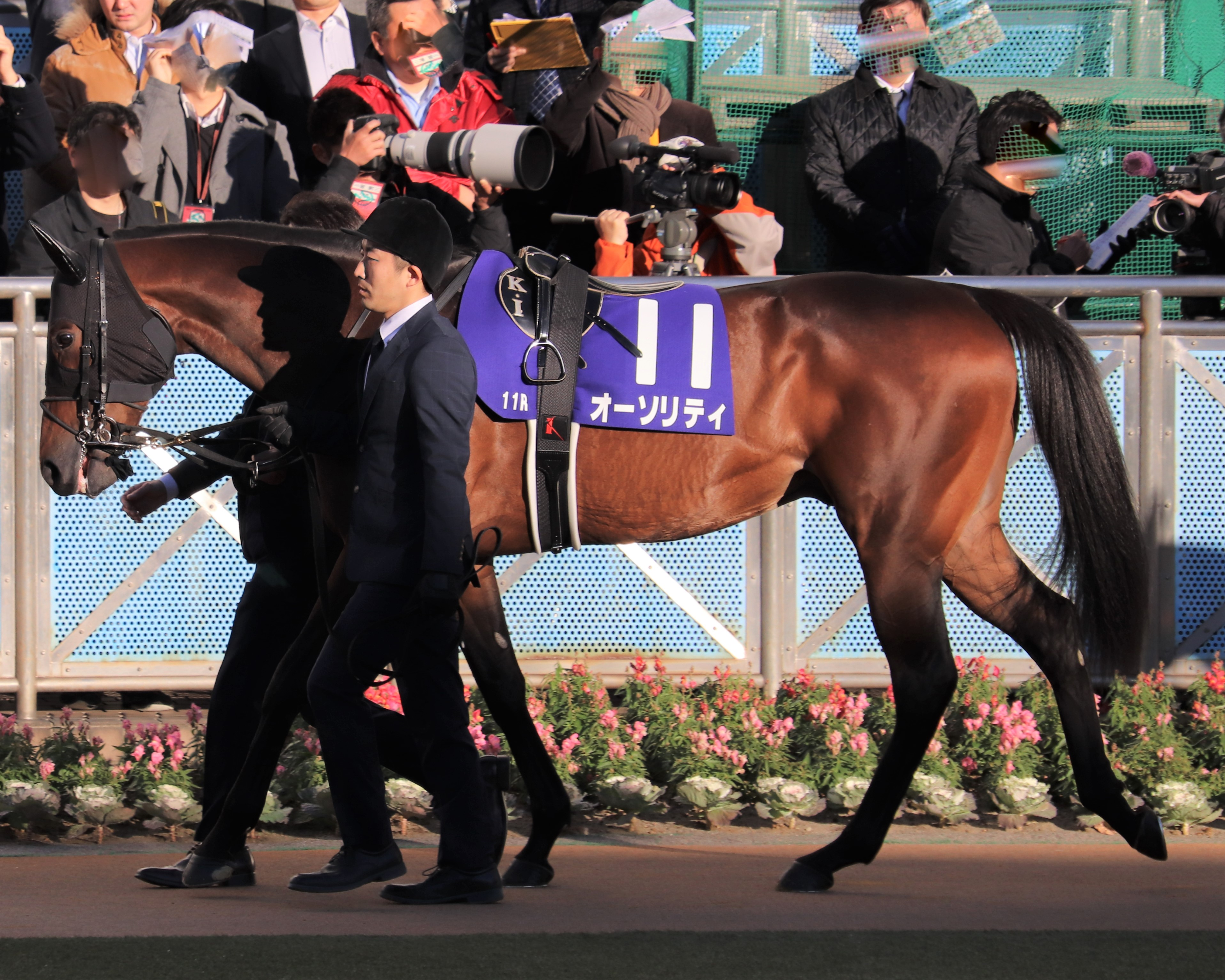
希望錦標沙圈

### 3歲
2020年以彌生賞大震撼紀念作為首戰，並由來日客串的希威森策騎。比賽開始後，其於第五左右的位置展開推進，進入對面直路後逐步發力爬升。進入直路後，其以優秀的反應瞬間衝出取得領先，可惜於最後關頭未能頂住壓力，被里見旗幟及天神傳説超越下以第三完賽。
雖然獲得優先出賽權，但陣營最終決定避戰皋月賞並以東京優駿（日本打吡）前哨戰青葉賞作為目標。比賽開始後，其於先頭位置逐步推進，進入比賽中段後稍為放緩節奏墮後至第八左右的位置。進入直路後，騎師希威森指揮其抽出外檔望空，最終於威信英明轟出後600米34.1秒的優秀末腳下成功在最後關頭超越對手，以破記錄的2分23.0秒取得首個分級賽冠軍。
然而賽後七日，其於訓練途中被發現骨折需要進入休養，因而無緣早前取得優先出賽權的東京優駿。
11月8日於狀態恢復後出戰阿根廷共和國盃，比賽途中選擇於第三的位置跟隨領放的兩匹賽駒前進，於直路爆發實力衝出之下一早取得領先，最終成功以1 1/2馬位優勢再度奪得分級賽優勝。
其後出戰有馬紀念，然而於比賽途中未能如同以往一般於直路發揮末腳速度，最終大幅失速之下以第十四大敗。

### 4歲
2021年以鑽石錦標作為起動戰，繼續由有馬紀念的騎師川田將雅策騎。比賽開始後，其一直處於有利位置等待時機，進入直路後表現不俗，但於中段明顯被Grandiose壓制，最終不敵對手之下以5馬位差距落敗得第二。
5月2日出戰春季天皇賞，本次比賽選擇居中戰術下於約莫第十左右的位置逐步推進，但進入直路後未能進一步加速，最終亦以第十完賽。
而賽後，陣營於循例檢查中發現其左脛骨骨折，因而需要進入第二次休養。
而於休養途中的7月29日，因練馬師木村哲也騷擾騎手被暫停練馬師職務影響下，暫時轉交同屬美浦訓練中心之練馬師岩戶孝樹之馬房。
10月31日，重新返回木村馬房進行訓練。
康復進度良好後出戰11月的阿根廷共和國盃，並需要背負57.5公斤的頂磅。比賽開始後，其以平均的步速跟隨於石灰岩谷及深受期待後方位置推進，於比賽途中一直維持在有遮擋的位置保留體力。進入直路後，其以優秀的反應嚮應騎師李慕華的指揮加速，超越失速的對手成為領先馬匹後繼續保持衝刺速度，最終以2 1/2馬位優勢拉開後方追趕的勇行者達成連霸。
其後乘勢出戰日本盃，面對豐收節、華格納、鐵鳥翱天及大帝四代打吡馬等強力對手下仍然憑實績取得第三人氣。比賽開始後，其一於既往迅速搶佔位置，雖然於第一彎道受到擁擠的馬群之影響稍為失去節奏，但仍然可以一直保持於第五的位置。進入直路後，其開始展開加速並超越前方賽駒，於最後300米一度取得領先，然而此時後方的鐵鳥翱天以更凌厲的姿態殺到，最終威信英明無法抵擋對手攻勢下被追上，以2馬位差距奪得亞軍。

### 5歲
2022年首戰陣營決定安排其遠征沙特阿拉伯以新未來城草地盃作為目標，比賽途中搶佔位置成功下自製步速領放，最終一放到底下以1 1/4馬位優勢擊敗第二名的Kaspar取得冠軍。
其後隨即轉戰阿聯酋出戰杜拜司馬經典賽，本次比賽和其新未來城草地盃一樣採取領放戰術，並一直保持優秀直至最後直路。進入直路後，雖然其繼續於前方位置衝刺，但出現明顯力弱的表現下開始失速，最終被大帝及伊比爾族超越以第三完賽。
回國後原定出戰寶塚紀念，但於入場後右前腳出現不良於行的徵狀，最終被賽會勒令退賽。
6月30日返回馬房檢查後，其被確認右前腳第三中手骨骨折，因而進入生涯第三度的休養。

### 6歲
2023年8月6日出戰榆樹錦標，為其時隔1年4個月再度出戰賽事，亦為其首次挑戰泥地賽事，但於當中以第十二大敗。
賽後陣營認為其於賽事中的表現有異，因而安排其接受超聲波檢查，最終發現為左前腳籽骨韌帶嚴重受損並判定其喪失競賽能力。有鑑於此狀況，陣營最終宣佈安排其退役，並於8月26日取消日本中央競馬會的賽駒註冊。

### 詳細賽績
| 日期       | 舉辦國家   | 馬場     | 距離   | 級別 | 賽事名稱         | 負重 | 騎師     | 馬號 | 出馬 | 名次     | 時間     | 頭馬（二馬） |
| ---------- | ---------- | -------- | ------ | ---- | ---------------- | ---- | -------- | ---- | ---- | -------- | -------- | ------------ |
| 7/8/2019   | 日本       | 函館     | 草1800 |      | 2歲新馬          | 54   | 池添謙一 | 6    | 10   | 1        | 1:54.9   | （超強引力） |
| 22/9/2019  | 日本       | 中山     | 草2000 | OP   | 芙蓉錦標         | 54   | 池添謙一 | 4    | 6    | 1        | 2:02.9   | （紅瑪瑙）   |
| 28/12/2019 | 日本       | 中山     | 草2000 | GI   | 希望錦標         | 55   | 池添謙一 | 11   | 13   | 5        | 2:02.2   | 鐵鳥翱天     |
| 8/3/2020   | 日本       | 中山     | 草2000 | GII  | 彌生賞大震撼紀念 | 56   | 希威森   | 10   | 11   | 3        | 2:03.3   | 里見旗幟     |
| 2/5/2020   | 日本       | 東京     | 草2400 | GII  | 青葉賞           | 56   | 希威森   | 3    | 18   | 1        | 2:23.0   | （物有所值） |
| 8/11/2020  | 日本       | 東京     | 草2500 | GII  | 阿根廷共和國盃   | 54   | 李慕華   | 18   | 18   | 1        | 2:31.6   | （定稿）     |
| 27/12/2020 | 日本       | 中山     | 草2500 | GI   | 有馬紀念         | 55   | 川田將雅 | 12   | 16   | 14       | 2:37.0   | 創世駒       |
| 20/2/2021  | 日本       | 東京     | 草3400 | GIII | 鑽石錦標         | 56   | 川田將雅 | 3    | 16   | 2        | 3:31.2   | Grandiose    |
| 2/5/2021   | 日本       | 阪神     | 草3200 | GI   | 春季天皇賞       | 58   | 川田將雅 | 17   | 17   | 10       | 3:16.7   | 世界首映     |
| 7/11/2021  | 日本       | 東京     | 草2500 | GII  | 阿根廷共和國盃   | 57.5 | 李慕華   | 10   | 15   | 1        | 2:32.4   | （勇行者）   |
| 28/11/2021 | 日本       | 東京     | 草2400 | GI   | 日本盃           | 57   | 李慕華   | 7    | 18   | 2        | 2:25.0   | 鐵鳥翱天     |
| 26/2/2022  | 沙特阿拉伯 | 安都拉茲 | 草2100 | GIII | 新未來城草地盃   | 57   | 李慕華   | 2    | 14   | 1        | 2:06.72  | （Kaspar）   |
| 26/3/2022  | 阿聯酋     | 美丹     | 草2410 | GI   | 杜拜司馬經典賽   | 57   | 李慕華   | 1    | 15   | 3        | 記錄缺失 | 大帝         |
| 26/6/2022  | 日本       | 阪神     | 草2200 | GI   | 寶塚紀念         | 58   | 李慕華   | 1    | 17   | 閘前退賽 | 閘前退賽 | 領銜         |
| 6/8/2023   | 日本       | 札幌     | 泥1700 | GIII | 榆樹錦標         | 58   | 李慕華   | 5    | 14   | 12       | 1:45.0   | 輕而鬆       |

## 退役後
退役後，威信英明成為了配種馬，於北海道新冠町優駿Stallion Station休養，在2024年進行配種，首批子嗣於2025年出生。首批子嗣可於2027年出賽。

## 血統簡介
父系黃金巨匠爲日本賽駒，生涯戰績彪炳，爲日本賽馬史上第七匹三冠馬，曾贏得六項一級賽並做出連續兩年於凱旋門大賽跑獲亞軍的佳績。祖父黃金旅程亦爲日本賽駒，生涯戰績不俗，曾勝出香港瓶，退役後配種成績亦非常優秀。
母系Rosalind為日本賽駒，生涯六戰全敗。外祖父吉兆爲美國生產的日本賽駒，生涯戰績彪炳，曾於2002年及2003年連霸秋季天皇賞及有馬紀念。

### 血統表
| 父線：週日寧靜系（Halo系）                                                   |                             |                |                 |
| 種馬 黃金巨匠 2008年（栗色）                                                 | 黃金旅程 1994年（深棗色）   | 週日寧靜       | Halo            |
| 種馬 黃金巨匠 2008年（栗色）                                                 | 黃金旅程 1994年（深棗色）   | 週日寧靜       | Wishing Well    |
| 種馬 黃金巨匠 2008年（栗色）                                                 | 黃金旅程 1994年（深棗色）   | Golden Sash    | Dictus          |
| 種馬 黃金巨匠 2008年（栗色）                                                 | 黃金旅程 1994年（深棗色）   | Golden Sash    | Dyna Sash       |
| 種馬 黃金巨匠 2008年（栗色）                                                 | Oriental Art 1997年（栗色） | 目白麥昆       | Mejiro Titan    |
| 種馬 黃金巨匠 2008年（栗色）                                                 | Oriental Art 1997年（栗色） | 目白麥昆       | Mejiro Aurora   |
| 種馬 黃金巨匠 2008年（栗色）                                                 | Oriental Art 1997年（栗色） | Electro Art    | 北方風味        |
| 種馬 黃金巨匠 2008年（栗色）                                                 | Oriental Art 1997年（栗色） | Electro Art    | Grandma Stevens |
| 繁殖雌馬 Rosalind 2011年（深棗色）                                           | 吉兆 1999年（深棗色）       | Kris S.        | 雷弼圖          |
| 繁殖雌馬 Rosalind 2011年（深棗色）                                           | 吉兆 1999年（深棗色）       | Kris S.        | Sharp Queen     |
| 繁殖雌馬 Rosalind 2011年（深棗色）                                           | 吉兆 1999年（深棗色）       | Tee Kay        | Gold Meridian   |
| 繁殖雌馬 Rosalind 2011年（深棗色）                                           | 吉兆 1999年（深棗色）       | Tee Kay        | Tri Argo        |
| 繁殖雌馬 Rosalind 2011年（深棗色）                                           | 西沙里奧 2002年（黑色）     | 特別週         | 週日寧靜        |
| 繁殖雌馬 Rosalind 2011年（深棗色）                                           | 西沙里奧 2002年（黑色）     | 特別週         | Campaign Girl   |
| 繁殖雌馬 Rosalind 2011年（深棗色）                                           | 西沙里奧 2002年（黑色）     | Kirov Premiere | 鞍匠井          |
| 繁殖雌馬 Rosalind 2011年（深棗色）                                           | 西沙里奧 2002年（黑色）     | Kirov Premiere | Querida         |
| 雌系：Plucky Liege系（號族：16-a）                                           |                             |                |                 |
| 五代內近親交配：週日寧靜 3×4、北方風味 5×4、北地舞人 5×5、Hail to Reason 5×5 |                             |                |                 |

## 命名由來
名字Authority（オーソリティ）意思是「權威」，香港則取其意，將其翻譯為「威信英明」。

## 外部連結
- 威信英明 netkeiba.com （页面存档备份，存于）
- 血統表 （页面存档备份，存于）